# La Revue de cuisine
La Revue de cuisine (H. 161, en txec⁣: Kuchyňská revue) és un ballet en un acte del compositor txec Bohuslav Martinů. Va ser creat per a sextet: clarinet (si♭), fagot, trompeta, violí, violoncel i piano, compost el 1927. Es va estrenar el novembre de 1927 a Praga. La suite extreta del ballet es va estrenar el gener de 1930, a París.

## Obra
En resposta a un encàrrec de Božena Neběská i a un guió de Jarmila Kröschlová, Martinů va escriure un enginyós acte teloner anomenat Pokušení svatoušká hrnec (La temptació de l'olla santa) i amb ell va obtenir el seu primer èxit popular sota el títol revisat de La Revue de cuisine. Aquí els ballarins toquen una varietat d'estris de cuina que s'estan fent camí a través d'un episodi ingenu de la vida de la cuina. El matrimoni de la Cassola i la Tapa corre el perill de ser trencat pel suau Batedor. La Cassola sucumbeix als seus elogis. El Drap de neteja coqueteja amb la Tapa però és desafiada a un duel per l'Escombra. La Cassola, però, es cansa del Batedor i desitja les carícies de la Tapa, però la Tapa no es pot trobar enlloc. De sobte, apareix un peu enorme des dels costats de l'escenari i la fa tornar a l'escenari. La Cassola i la Tapa es besen i es reconcilien i, coquetejant de nou, el Batedor se'n va amb el Drap de neteja.

## Estructura
El ballet consta de deu moviments:
1. Pròleg (Allegretto)
2. Introducció (Tempo de marche)
3. Danse du moulinet autour du caudron (Poco meno)
4. Danse du chaudron et du couvercle (Allegro)
5. Tango (Danse d'amour. Lento)
6. Duel (Poco a poco allegro. Tempo di Charleston)
7. Entracte (Lamentation du chaudron. Allegro moderato)
8. Marche funèbre (Adagio)
9. Danse radieuse (Tempo di marche)
10. Fin du drame (Allegretto)

La suite consta de quatre moviments: Pròleg, Tango, Charleston i Final.
La partitura de la suite es va publicar a París poc després de la seva estrena. La partitura completa del ballet es va descobrir a principis dels anys noranta als arxius de la Fundació Paul Sacher a Basilea i es va publicar a París el 2004.
La música inclou esquemes de temps complexos, per exemple, el Final, que inclou un solo de piano d'obertura marcat "Tempo di marcia". Aquesta secció canvia entre 2/4, 3/8 i 4/8 d'una manera gairebé imprevisible, generant els desitjats ritmes rítmics típics del jazz de l'època.
Més influències del jazz es veuen a la instrumentació: el piano utilitza una rica harmonia i dissonància, la trompeta apagada que recorda a les bandes de jazz de l'època i l'ús repetit del pizzicato a la part del violoncel, fent ressò de l'ús del contrabaix en el jazz.
Es tracta d'una peça musical progressiva que ajuda a establir el vincle entre la música de principis i mitjans del segle xx.

## Enregistraments seleccionats
- Orquestra Filharmònica Txeca, dtor. Christopher Hogwood. Supraphon 2004. SU 3749-2 031
- Bohuslav Martinů: La Revue de Cuisine, Nonet, Three Madrigals i altra música de cambra, The Dartington Ensemble (dtor: Oliver Butterworth ) (2 CD, Hyperion Dyad, 1998)
- Holst Sinfonietta, Klaus Simon Naxos 2012